# Angitia thacia
Angitia thacia là một loài bướm đêm trong họ Noctuidae.